# Righa
Righa (nep. रिघा) – gaun wikas samiti w zachodniej części Nepalu w strefie Dhawalagiri w dystrykcie Baglung. Według nepalskiego spisu powszechnego z 2011 roku liczył on 823 gospodarstwa domowe i 3722 mieszkańców (2111 kobiet i 1611 mężczyzn).